# Cavalieria genibarbis
Cavalieria genibarbis är en tvåvingeart som beskrevs av Villeneuve 1908. Cavalieria genibarbis ingår i släktet Cavalieria och familjen parasitflugor. Inga underarter finns listade i Catalogue of Life.